# Restinga (Porto Alegre)
Restinga é um bairro da zona sul da cidade brasileira de Porto Alegre, capital do estado do Rio Grande do Sul. Foi criado oficialmente pela Lei Ordinária n° 6.571, de 8 de janeiro de 1990, e teve seus limites reestabelecidos pela Lei Ordinária n° 12.112, de 22 de agosto de 2016, a qual também desmembrou da Restinga a área do atual bairro Pitinga. Está situado na encosta noroeste do Morro São Pedro (289m), que marca a divisão entre Porto Alegre e Viamão.   
Com mais de 60 mil habitantes, conforme censo do IBGE de 2010, a Restinga representa 4,31% da população da cidade de Porto Alegre, sendo um dos bairros mais populosos, equivalendo-se a um município de médio porte. Uma parcela significativa da população é autodeclarada negra, o que se reflete nos espaços públicos e na cultura local. 
Um bairro com renda média de 2,10 salários mínimos por domicílio, a Restinga nasceu e se desenvolveu longe do Centro Histórico, do qual dista cerca de 20km, e abrange muitas casas populares e conjuntos habitacionais, assim como ocupações desordenadas. 
Inicialmente, os serviços públicos e as atividades essenciais disponíveis à comunidade eram mínimos e precários, porém, na atualidade, a Restinga é considerado um núcleo urbano autossuficiente, com comércio diversificado, hospital, parque industrial, polo educacional e fórum de justiça próprios. Porém, continua sendo um dos bairros mais afetados pela violência e pela criminalidade.

## Região de Planejamento e OP
A Restinga está inserida na "Região Geral de Planejamento Oito" (RGP-8), a última das oito Regiões de Gestão do Planejamento de Porto Alegre. Cada região reúne um grupo de bairros com afinidades entre si, com a RGP8 possuindo dez bairros ao todo. A RGP-8 abriga duas Regiões do Orçamento Participativo (OP) distintas: a Região Restinga (que inclui os bairros Restinga e Pitinga) e a Região Extremo-Sul (que inclui Ponta Grossa, Belém Novo, Boa Vista do Sul, Chapéu do Sol, Extrema, Lageado, Lami e São Caetano).

## Etimologia
O nome do bairro se deve às características naturais originais de sua área, pois restinga significa "faixa de mato à margem de um rio". O Arroio do Salso, bem como seu afluente Arroio Rincão, têm suas nascentes nos morros do bairro, com matas de figueiras e maricás, e correm no bairro cruzando estradas e vias sob pontes.  

## História
A história do bairro está ligada à criação do Departamento Municipal de Habitação (DEMHAB) pela lei de 30 de dezembro de 1965, órgão que em 1967 adotou uma política de "higienização social" ao transferir para a área da Restiga os habitantes marginalizados do antigo "Complexo da Ilhota". Esse era um grande conjunto de 23 vilas próximo à Avenida Azenha, composto de casebres de madeira, todas derrubadas pela prefeitura.. Muitos dos moradores da Ilhota eram migrantes agricultores do êxodo rural que vieram a Porto Alegre sobretudo a partir da década de 1940, em busca de melhores condições de vida, mas que não conseguiram emprego na indústria ou no comércio da cidade.
A região da Restinga era então praticamente rural, desértica, e longe do da área central, sem nenhuma infraestrutura (inclusive água canalizada e luz) para atender a população, tampouco oferta de trabalho. A única linha de ônibus ligava o bairro à cidade tinha apenas dois horários fixos: de manhã (6h30) e à noite (20h). O depoimento de uma antiga moradora da Ilhota, transferida à força para a Restinga, recorda:
"A Prefeitura entrou, a Brigada entrou, o Exército entrou e foram levando tudo pro caminhão. Assim, de qualquer jeito mesmo. Foram levando pro barro vermelho."
A ocupação dos moradores transferidos ficou conhecida como "Restinga Velha", que se situa a leste da Avenida João Antônio Silveira, abrangendo a Estrada do Barro Vermelho. Já a oeste da primeira via, fica a "Restinga Nova". Essa divisão do bairro até hoje se preserva entre os moradores.   
Grande parte da infraestrutura, inclusive água potável e iluminação, assim como cerca 10 mil apartamentos e casas populares foram realizadas posteriormente na administração do prefeito de Porto Alegre Guilherme Socias Villela (1975-1983).
No bairro Restinga destacam-se duas escolas de samba: a Estado Maior da Restinga, fundada em 1977, oito vezes campeã do carnaval porto-alegrense; e União da Tinga, a Tinguinha, fundada em 1989 por dissidentes da Estado Maior.
Em março de 2010 iniciou-se a construção do Hospital Restinga e Extremo-Sul (HRES) e a inauguração ocorreu em Julho de 2014.

## Características atuais
A Restinga é hoje um dos maiores bairros da capital. Conta com uma população três vezes maior do que a pensada inicialmente e, apesar de todos problemas estruturais que dificultaram a vida de seus primeiros moradores, foi através de um empenhado de sua comunidade que o bairro tornou-se oficial, via lei, em 1990. Conta com sistema de transporte, telefones, posto de saúde, instituições de ensino fundamental e médio, Conselho Tutelar e até um Fórum regional, sendo considerado um núcleo urbano autossuficiente dentro de Porto Alegre.
A Esplanada da Restinga é um importante espaço público do bairro.
O bairro conta com várias praças, campos de futebol e entidades que desenvolvem diversas atividades para a comunidade. Entre elas destacam-se o Centro de Comunidade da Restinga (CECORES), localizado na Avenida Economista Nilo Wulff, uma das principais do bairro; a Unidade Social ACM Vila Restinga Olímpica, inaugurada em 2002, que aposta na inserção social de crianças e de jovens em situação de risco através do esporte e o Centro Social Padre Pedro Leonardi N. Sra Aparecida da Restinga) inaugurado em 2005 pelo Pe. Claudionir Ceron, conta com refeitório para público em situação de rua, casas lar, e atende crianças e adolescentes  em situação de risco e vulnerabilidade no turno inverso da escola com oficinas diversas através de cultura, educação e esporte, sempre visando o melhor para a comunidade.
Possui uma rádio comunitária, a Rádio Quilombo FM e uma efervescência cultural imensa com artistas reconhecidos nacionalmente em todos os seguimentos e até mesmo um super herói.
No início de 2009, o bairro começou a contar com a circulação do Jornal Vitrine, um jornal impresso, em formato tabloide, com edições quinzenais e de circulação nos bairros Restinga e Hípica. Com três anos de atividade jornalística, o Vitrine vem crescendo a cada edição. Em circulação desde 2009, o Jornal Vitrine é considerado um dos principais jornais de bairro da capital gaúcha.
Em Novembro de 2011, surgiu a TV Restinga na Web, o mais novo canal de comunicação da comunidade. Uma TV na Web dedicada totalmente aos fatos do bairro e região do extremo sul de Porto Alegre.

## Limites atuais
Conforme Lei Ordinária 12.112, de 22 de agosto de 2016, "ponto inicial e final: encontro da Avenida Edgar Pires de Castro com a Estrada Costa Gama; desse ponto segue pela Estrada Costa Gama até a Estrada Octávio Frasca, por essa até a Estrada do Rincão, por essa até a Estrada João Antônio da Silveira; desse ponto segue por uma linha reta e imaginária paralela à Rua Valter de Azeredo até o marco geodésico do Morro São Pedro, ponto de coordenadas (pt 176) E: 289.014; N: 1.661.942; desse ponto segue por uma linha reta e imaginária até o ponto de coordenadas (pt 175) E: 288.200; N: 1.661.052, próximo ao final da Rua Dona Mariana; desse ponto segue por uma linha reta e imaginária, 100 metros em paralelo a essa rua até encontrar a Estrada Chácara do Banco, no ponto de coordenadas (pt 174) E: 286.219; N: 1.661.178, por essa até o Beco Chácara do Banco, por esse até a Avenida Edgar Pires de Castro, por essa até a Estrada Costa Gama, ponto inicial".